# 미크로네시아

미크로네시아 지도(어두운 자홍색으로 표시)

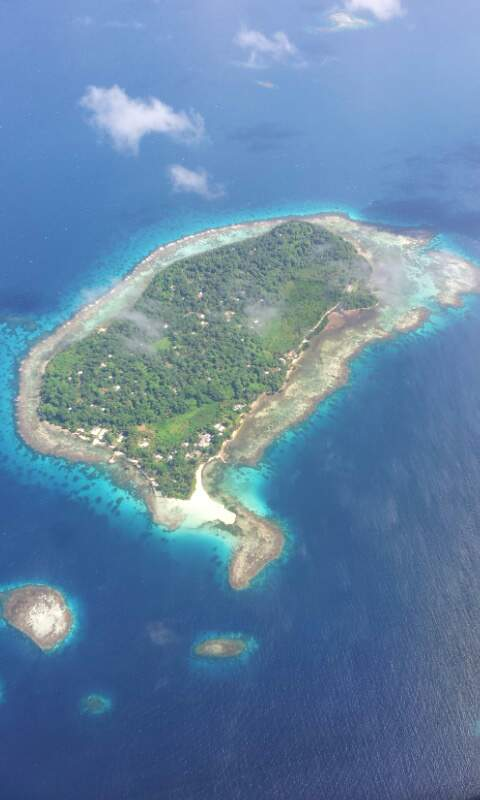
미크로네시아의 추크섬, 로마눔섬

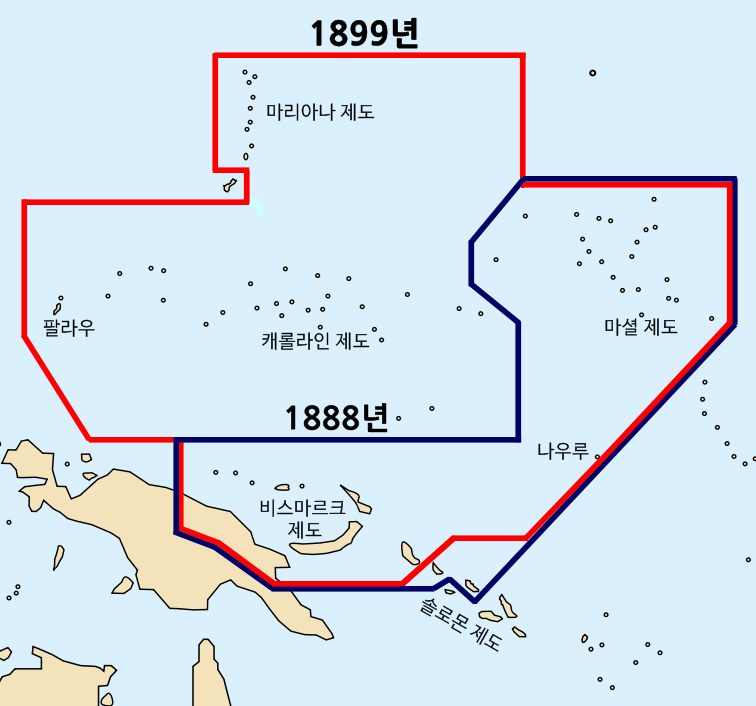
1899년 독일-스페인 조약 이전과 이후 독일령 뉴기니

미크로네시아(영어: Micronesia, μικρόν (‘작은’)과 νησί (‘섬’)에서 유래)는 태평양 서쪽에 위치한 수천 개의 작은 섬들로 이루어진 오세아니아의 하위 지역이다. 서쪽으로는 필리핀, 동쪽으로는 폴리네시아, 남쪽으로는 멜라네시아, 오스트로네시아인의 넓은 공동체와 함께 문화적 역사를 공유하고 있다.
이 지역은 열대 해양성 기후를 가지고 있으며 오세아니아 지역의 일부이다. 캐롤라인 제도, 길버트 제도, 마리아나 제도, 마셜 제도 등 4개의 주요 제도를 포함하고 있다.
미크로네시아의 영토에 대한 정치적 통제는 섬에 따라 다르며, 6개의 주권국에 의해 분배된다. 캐롤라인 제도의 일부는 팔라우의 일부이며 일부는 미크로네시아 연방의 일부이기도 하다. 길버트 제도(폴리네시아의 피닉스 제도, 라인 제도와 함께)는 키리바시를 구성한다. 마리아나 제도는 미국령의 괌에 속하며, 나머지는 미국 연방의 북마리아나 제도에 속한다. 나우루는 독자적인 주권 국가이다. 마셜 제도는 모두 마셜 제도에 속한다. 웨이크섬의 영유권은 미국과 마셜 제도 공화국이 주장하고 있다. 미국은 웨이크섬을 실제로 소유하고 있으며, 웨이크섬은 미국 공군의 직속 관리하에 있다.
미크로네시아의 인류 정착은 수천년 전에 시작되었다. 미크로네시아인들은 언어학적, 고고학적, 유전적 증거에 의해 폴리네시아인과 멜라네시아인을 포함한 오스트로네시아족의 일부로 간주된다. 현재의 과학적 합의에 따르면, 오스트로네시아족들은 기원전 3000년경에서 1500년경까지 '오스트로네시아의 팽창'으로 알려진 선사 시대 바다 이주로부터 유래했다. 오스트레일리아인들은 기원전 2200년경 필리핀 최북단, 특히 바타네스 제도에 도달했다. 오스트로네시아인들은 최초로 대양 항해 기술(특히 카타마란, 선외 선박, 레저 선박 건조, 크랩 발톱 돛)을 발명하여 인도-태평양의 섬으로 빠르게 확산시켰다. 기원전 2000년부터 그들은 이주 경로에서 섬의 초기 인구를 동화시켰다(또는 동화되었다).
유럽인들이 미크로네시아와 접촉한 것은 1521년 스페인 선박이 마리아나 제도에 상륙했을 때였다. "미크로네시아"라는 용어는 1832년에 만들어진 것으로 알려져 있지만, 사실 프랑스 탐험가이자 해군 장교인 쥘 뒤몽 드위빌(프랑스어: Jules Dumont d'Urville)은 1년 전에 이 용어를 사용했다.

## 지리
미크로네시아는 약 2100개의 섬으로 이루어진 지역으로 총 국토 면적은 2,700 km2 (1,000 mi2)이며, 그 중 가장 큰 곳은 괌으로 면적은 582 km2 (225 mi2)이다. 섬 주변부의 총 해양 면적은 7,400,000 km2 (2,900,000 mi2)이다.
미크로네시아에는 4개의 주요 섬이 있다.
- 캐롤라인 제도 (미크로네시아 연방 및 팔라우)
- 길버트 제도 (키리바시)
- 마리아나 제도 (북마리아나 제도 및 괌, 미국)
- 마셜 제도

또한 나우루도 섬나라로 분리되어 있다.

## 미크로네시아의 나라와 지역
| 이름                   | ISO 3166-1 | 면적(km2) | 인구(명) | 인구밀도(명/km2) | 수도          |
| ---------------------- | ---------- | --------- | -------- | ---------------- | ------------- |
| 미크로네시아           |            |           |          |                  |               |
| 미크로네시아 연방      | FM         | 702       | 112,640  | 149.5            | 팔리키르      |
| 괌 (미국)              | GU         | 540       | 165,768  | 296.7            | 하갓냐        |
| 키리바시               | KI         | 811       | 115,847  | 141.1            | 사우스타라와  |
| 마셜 제도              | MH         | 181       | 58,413   | 293.2            | 마주로        |
| 나우루                 | NR         | 21        | 10,670   | 540.3            | 야렌 (사실상) |
| 북마리아나 제도 (미국) | MP         | 464       | 56,882   | 115.4            | 사이판        |
| 팔라우                 | PW         | 459       | 17,907   | 46.9             | 멜레케오크    |
| 합계                   | 합계       | 3,178     | 538,127  | 179.8            |               |

## 같이 보기
- 재미크로네시아 한국인(영어판)